# Lepelblad
Lepelblad (Cochlearia) is een geslacht van circa dertig soorten één-, twee- en meerjarige planten uit de kruisbloemenfamilie. Dit in Europa inheemse plantengeslacht komt op het hele noordelijk halfrond in het wild voor. Hoewel nu een vrijwel vergeten keukenkruid, werd lepelblad in vroegere tijden gewaardeerd om zijn smaak en hoog vitamine C-gehalte. Het was een veelgebruikt kruid om scheurbuik tegen te gaan en in de volksgeneeskunde werden aan de verschillende soorten binnen dit geslacht heilzame werkingen toegedicht. De smaak is kruidig en licht scherp, enigszins vergelijkbaar met waterkers of mosterd. Met name Echt lepelblad, Engels lepelblad en Deens lepelblad werden in de Lage Landen voor deze doeleinden gebruikt.
Door hun hoge zouttolerantie worden deze kruidachtige planten opvallend veel aangetroffen in kuststreken, op bergtoppen en langs kwelders of zoute steppen. Hier hebben zij minder concurrentie van andere planten. De snelle verspreiding van Lepelblad in sommige streken wordt mogelijk gestimuleerd door het grootschalig gebruik van zout om gladheid tegen te gaan.

## Soorten
Zo'n dertig soorten worden algemeen binnen het geslacht Lepelblad erkend. Over enkele soorten bestaat discussie. Zo werd onder meer mierikswortel (Armoracia rusticana, synoniem: Cochlearia armoracia) veelal tot het geslacht Lepelblad gerekend en nu doorgaans anders ingedeeld.
- Cochlearia acutangula
- Cochlearia aestuaria
- Cochlearia alatipes
- Cochlearia anglica – Engels lepelblad
- Cochlearia aragonensis
- Cochlearia changhuaensis
- Cochlearia cyclocarpa
- Cochlearia danica – Deens lepelblad
- Cochlearia fenestrata
- Cochlearia formosana
- Cochlearia fumarioides
- Cochlearia furcatopilosa
- Cochlearia glastifolia
- Cochlearia groenlandica
- Cochlearia henryi
- Cochlearia hui
- Cochlearia lichuanensis
- Cochlearia longistyla
- Cochlearia megalosperma
- Cochlearia microcarpa
- Cochlearia oblongifolia
- Cochlearia officinalis – Echt Lepelblad
- Cochlearia paradoxa
- Cochlearia rivulorum
- Cochlearia rupicola
- Cochlearia sessilifolia
- Cochlearia sinuata
- Cochlearia tatrae
- Cochlearia tridactylites
- Cochlearia warburgii